# Morceaux de fantaisie
Morceaux de Fantaisie (del francés «Piezas de fantasía»; en ruso: Пьесы Фантазии, Pyesy Fantazii), Op. 3, es una serie de cinco piezas para piano solo compuestas por Serguéi Rajmáninov en 1892. El título refleja la imaginería de las piezas más que su forma musical, dado que ninguna son en realidad fantasías.

## Composición

### Elegía en mi bemol menor

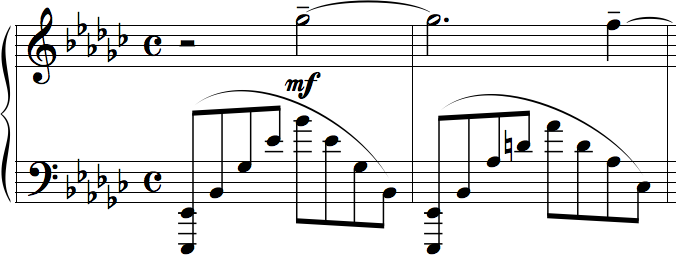
La Elegía es una de las piezas más lentas y meditativas en comparación con las otras.

La Elegía (Элегия, Elegiya) es una elegía musical marcada con un tempo moderato.

### Preludio en do sostenido menor

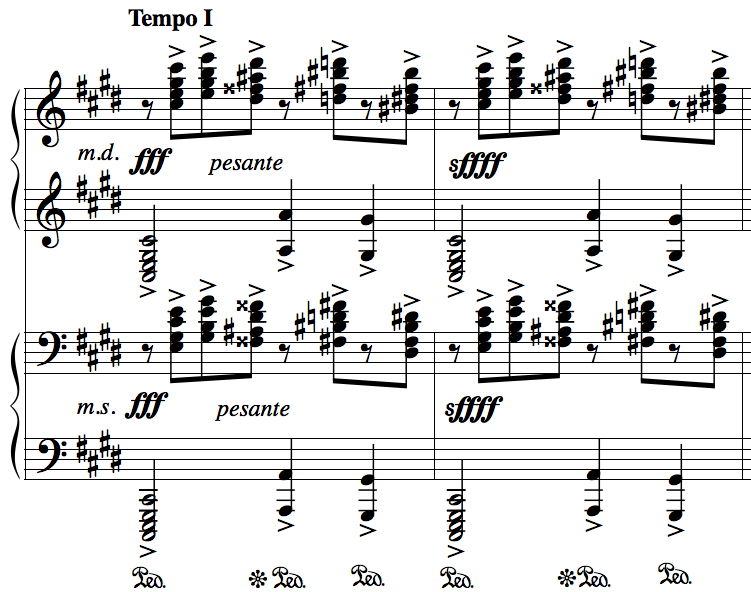
El preludio es famoso por su tema y coda.

La segunda pieza, el Preludio (Прелюдия, Prelyudiya) es sin duda la más famosa de la serie.

### Melodía en mi mayor

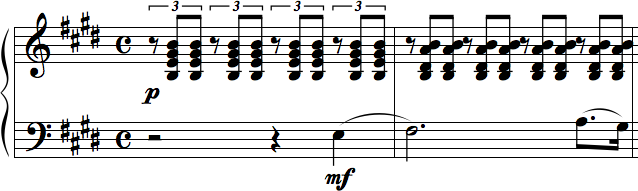
La Melodía es una pieza corta con un potente clímax.

La Melodía (Мелодия, Melodiya) es una pieza corta marcada como Adagio sostenuto.

### Polichinela en la mayor

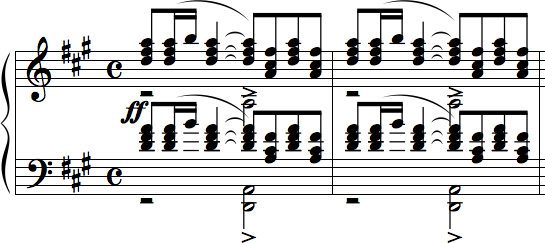
La Polichinela es tanto expresiva como fuerte.

La cuarta pieza, llamada Polichinela (Полишинель, Polishinyelʹ) es una original fantasía marcada como Allegro vivace.

### Serenata en re bemol mayor
La serie concluye con una Serenata (Серенада, Serenada).